# Quiapo-Kirche

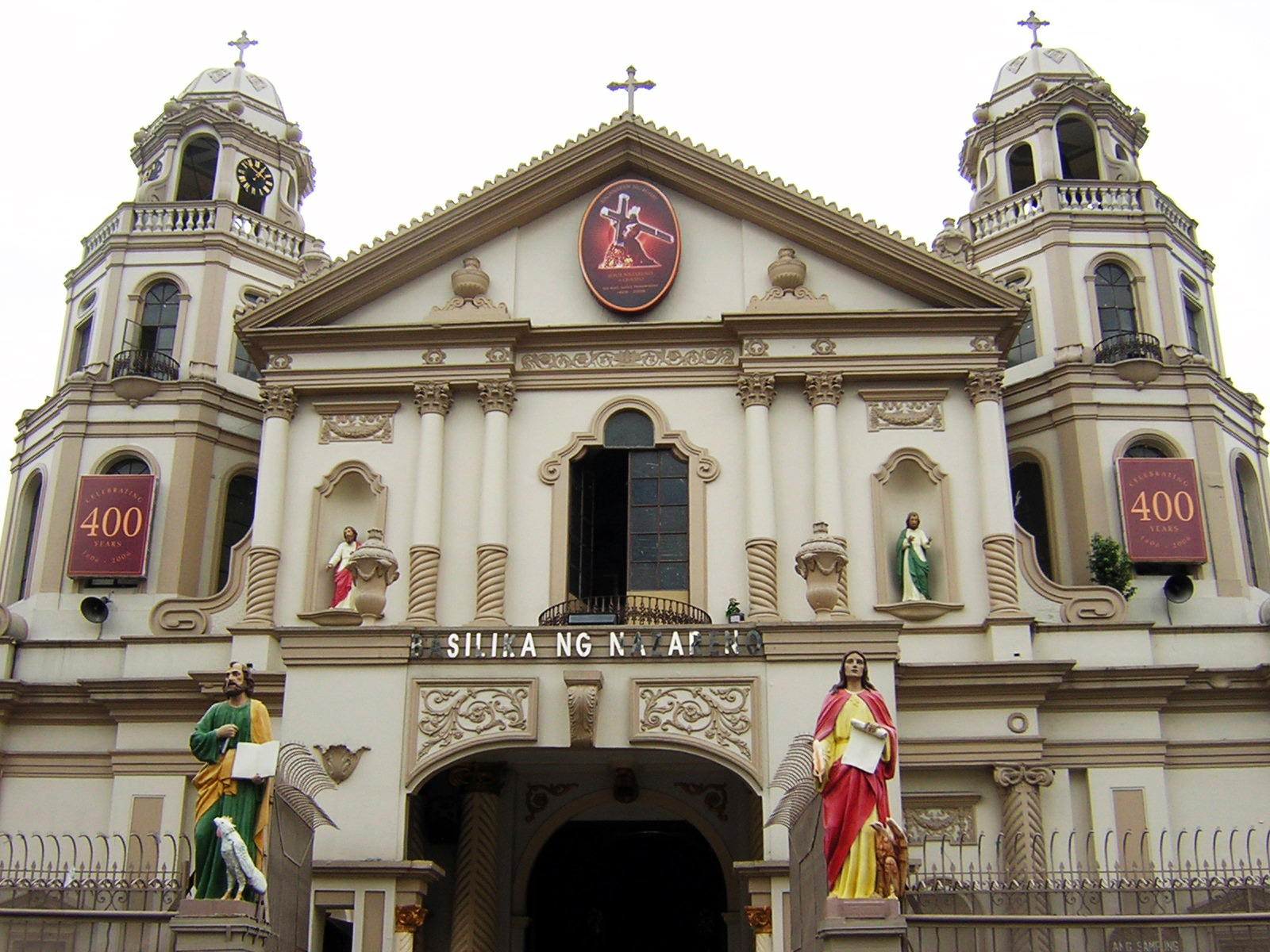
Eingangsportal des Quiapo-Kirche

Die Quiapo-Kirche (offiziell: Basílika Menor ng Itím na Nazareno) ist eine der vier Basilicae minores des Erzbistums Manila der römisch-katholischen Kirche in der Hauptstadt der Philippinen, Manila. Sie steht im Barangay Quiapo, an der Plaza Miranda. 
Das dem Schwarzen Nazarener gewidmete Gotteshaus besitzt seit dem 1. Februar 1987 den Status einer Basilica minor und ist eine der bekanntesten Kirchen der Philippinen. Das Fest des Schwarzen Nazareners ist ein bedeutendes religiöses Fest in Manila und auf den Philippinen. Es wird mit einer jährlich am 9. Januar stattfindenden großen Prozession begangen, die ihren Ausgang in der Quiapo-Kirche hat.

## Geschichte
Die erste Kirche wurde auf dem Platz der heutigen Kirche bereits 1586 aus den traditionellen Baustoffen Bambus und einem Dach aus Nipa-Palmenblättern erbaut. Sie wurde 1603 während einer Rebellion der chinesischen Einwohner Quiapos niedergebrannt und wiederaufgebaut. 1645 wurde sie während eines schweren Erdbebens zerstört. Die Pfarrei wurde 1685 dem Jesuitenorden übertragen. 1767 wurde die Kirche erstmals dem auf den Philippinen als Heiligen verehrten Schwarzen Nazarener geweiht. Die Skulptur des schwarzen Nazareners war bereits Anfang des 17. Jahrhunderts in Mexiko entstanden – der Künstler war vermutlich ein Azteke – und auf die Philippinen überführt worden. 
1791 brannte die Holzkirche komplett ab, wurde jedoch wieder aufgebaut. 1863 wurde sie beim großen Erdbeben von Manila abermals zerstört. Daraufhin wurde 1864, unter Leitung des Pfarrers Eusebio de Leon, die erste Kirche aus Stein errichtet; abgeschlossen wurde der Bau unter Leitung des Pfarrers Manual Roxas. 1929 brannte die Kirche aus; sie wurde im Jahre 1933 nach Plänen des Architekten Juan Nakpil rekonstruiert. 
Bis 1989 gingen aufgrund der Popularität des Schwares Nazareners viele Spenden ein, so dass fünf bronzene Glocken und zwei Digitaluhren angeschafft werden konnten.

## Galerie

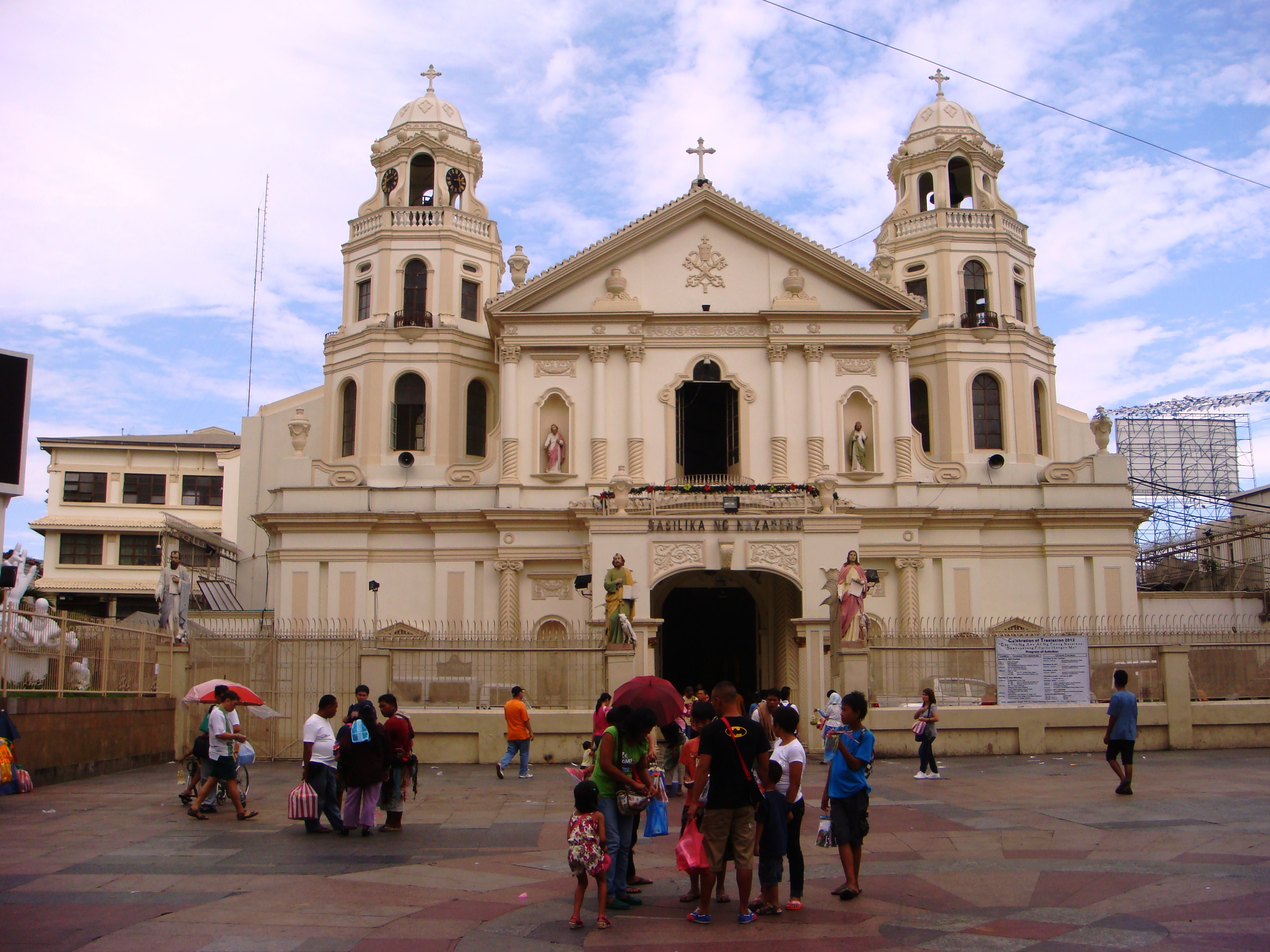
Basilika des Schwarzen Nazareners (2012)
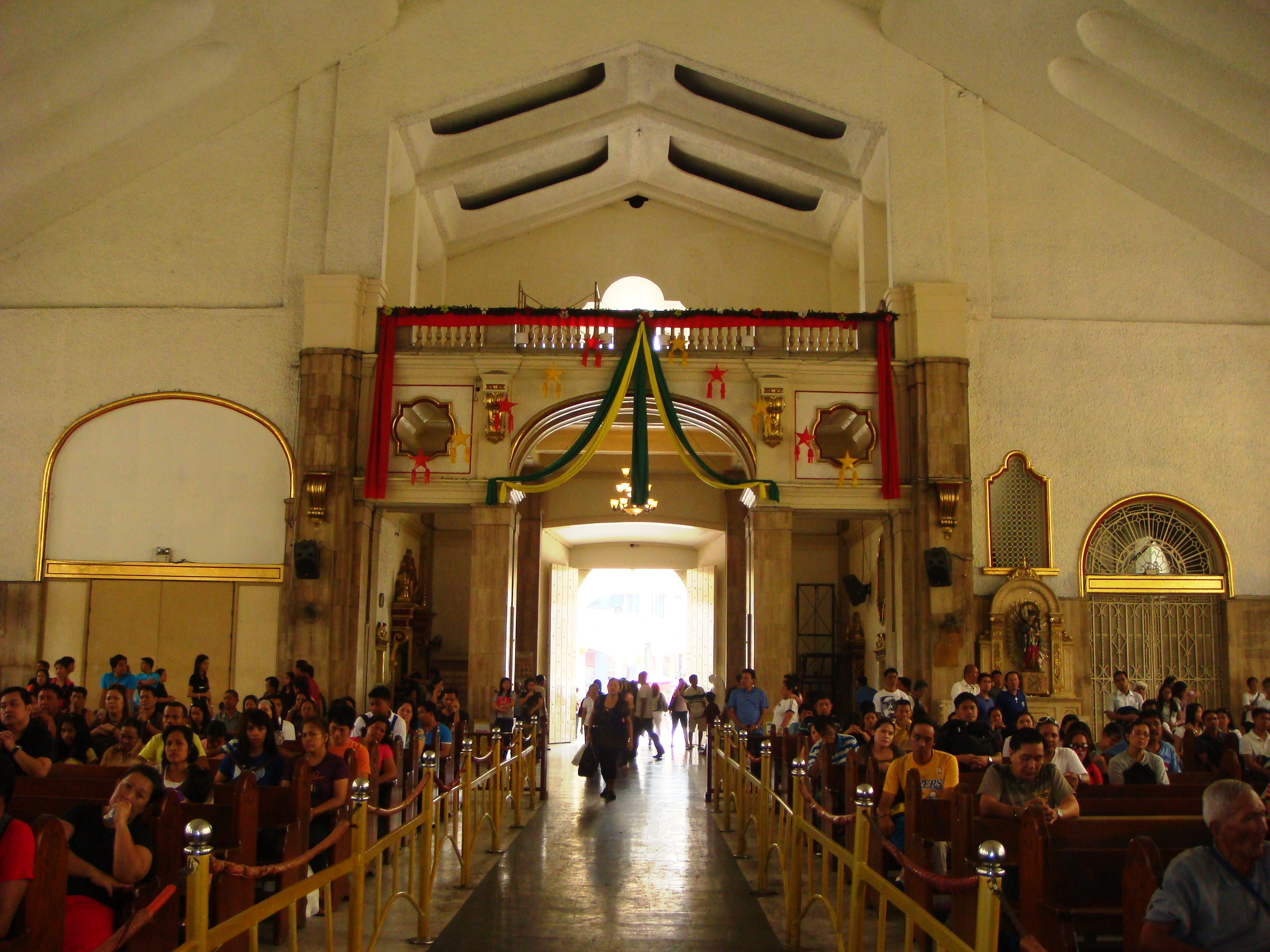
Innenraum der Kirche
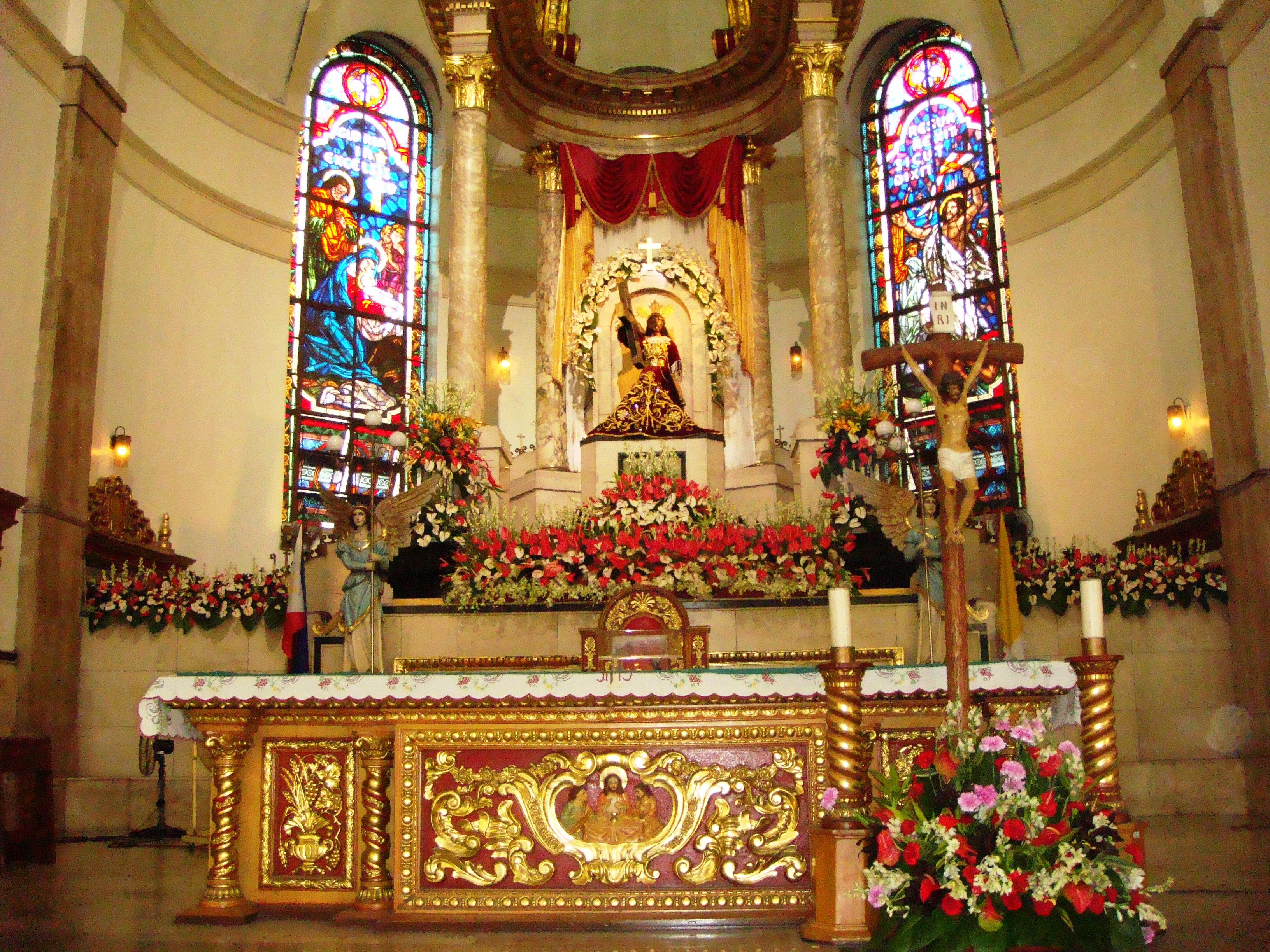
Hauptaltar der Kirche
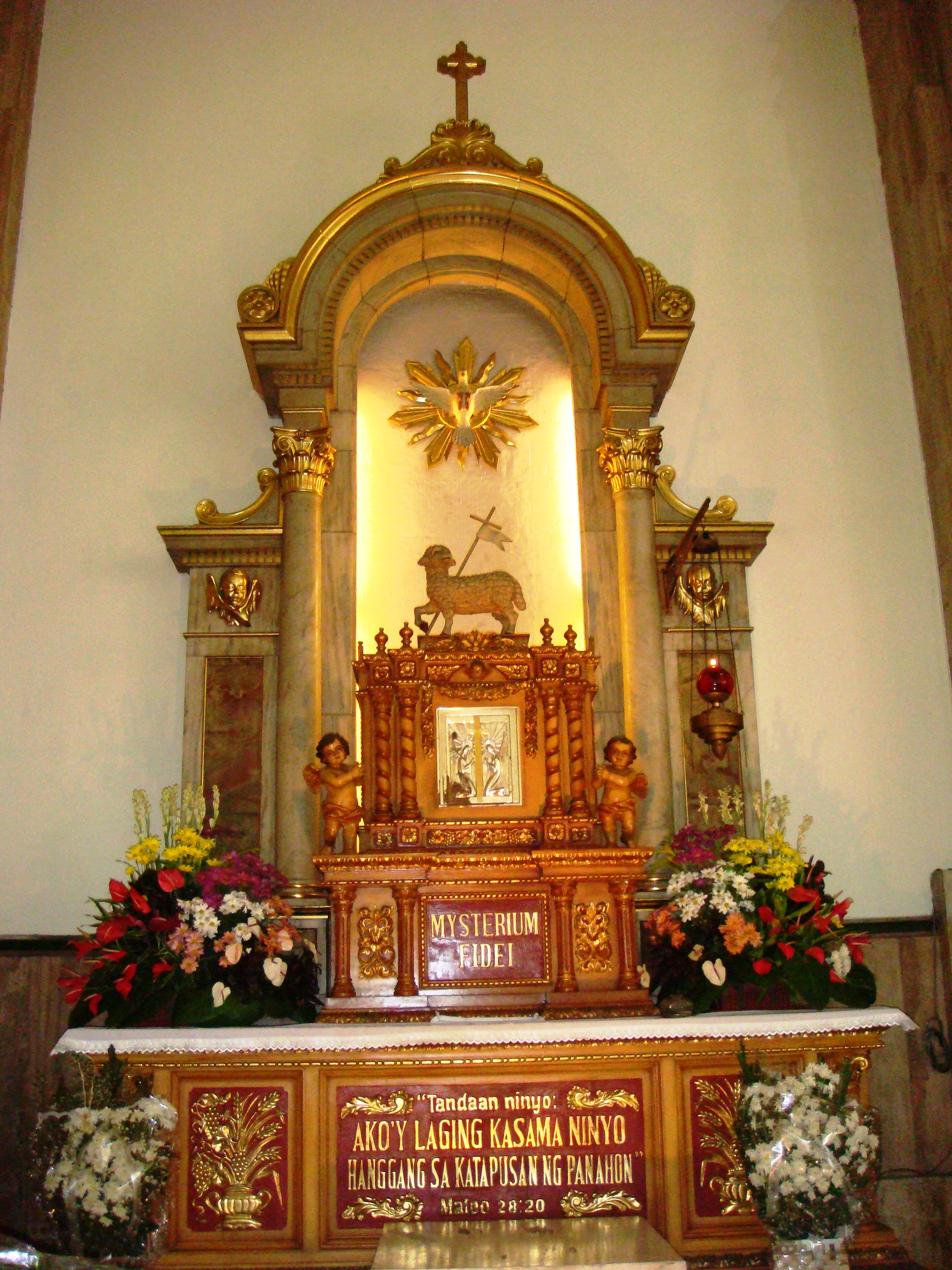
Sakraments-Altar
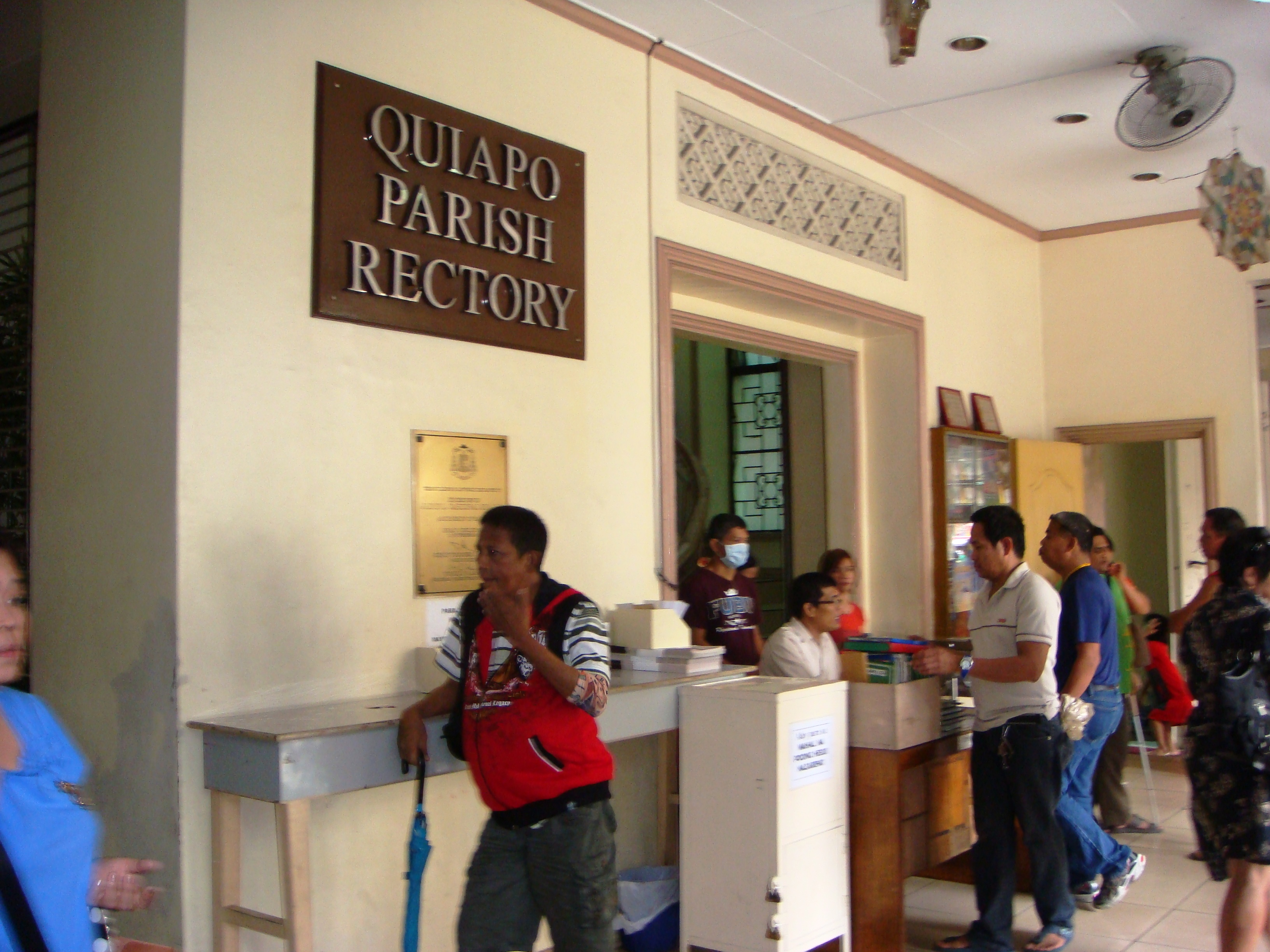
Quiapo Kirche Verwaltung
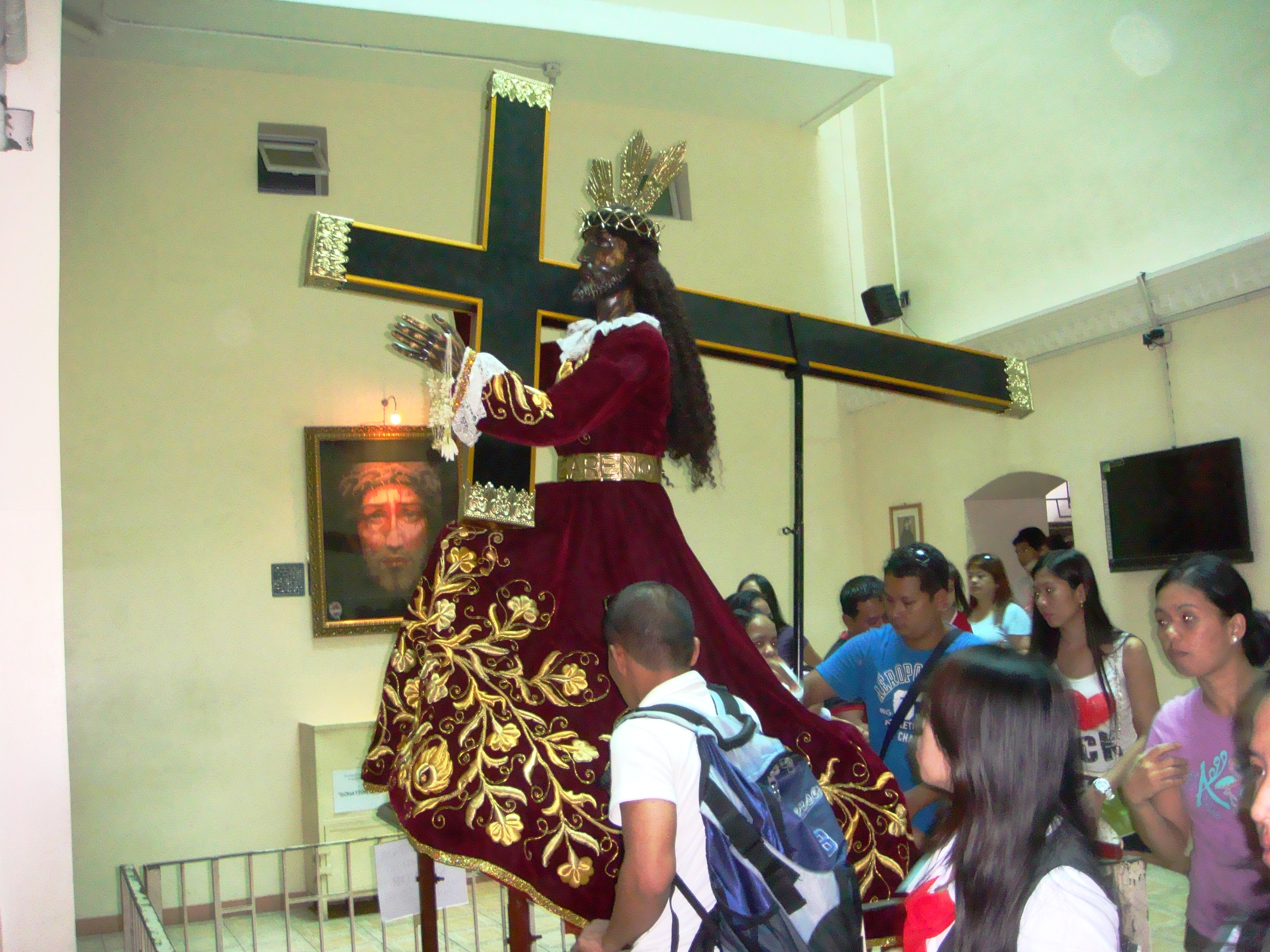
Die neueste Replik des schwarzen Nazareners